# 威廉·喬治·貝恩
威廉·喬治·貝恩（William George Bayne，?—1910年），是1902年至1904年間的上海公共租界工部局總董。

## 生平
1864年，贝恩移居上海，並且入職利生银行，不過不久銀行倒閉。贝恩随后入職保家行（保家保险公司，North China Insurance Company），并曾在横滨、新加坡、上海和伦敦等地出差和工作。 1900年至1908年出任公司上海辦事處的秘书。1902年至1904年期間擔任上海公共租界工部局總董。 由於熱衷演戲，在上海期間他還曾擔任上海西人爱美剧社（Amateur Dramatic Club in Shanghai）的負責人。1908年4月10日，他返回英国，並担任公司位於伦敦的代理。
1910年3月27日，贝恩在伦敦东克羅伊登去世。